# 异唇苣苔
异唇苣苔（学名：Allocheilos cortusiflorum）为苦苣苔科异唇苣苔属下的一个种。